# Chanthaburi (tỉnh)

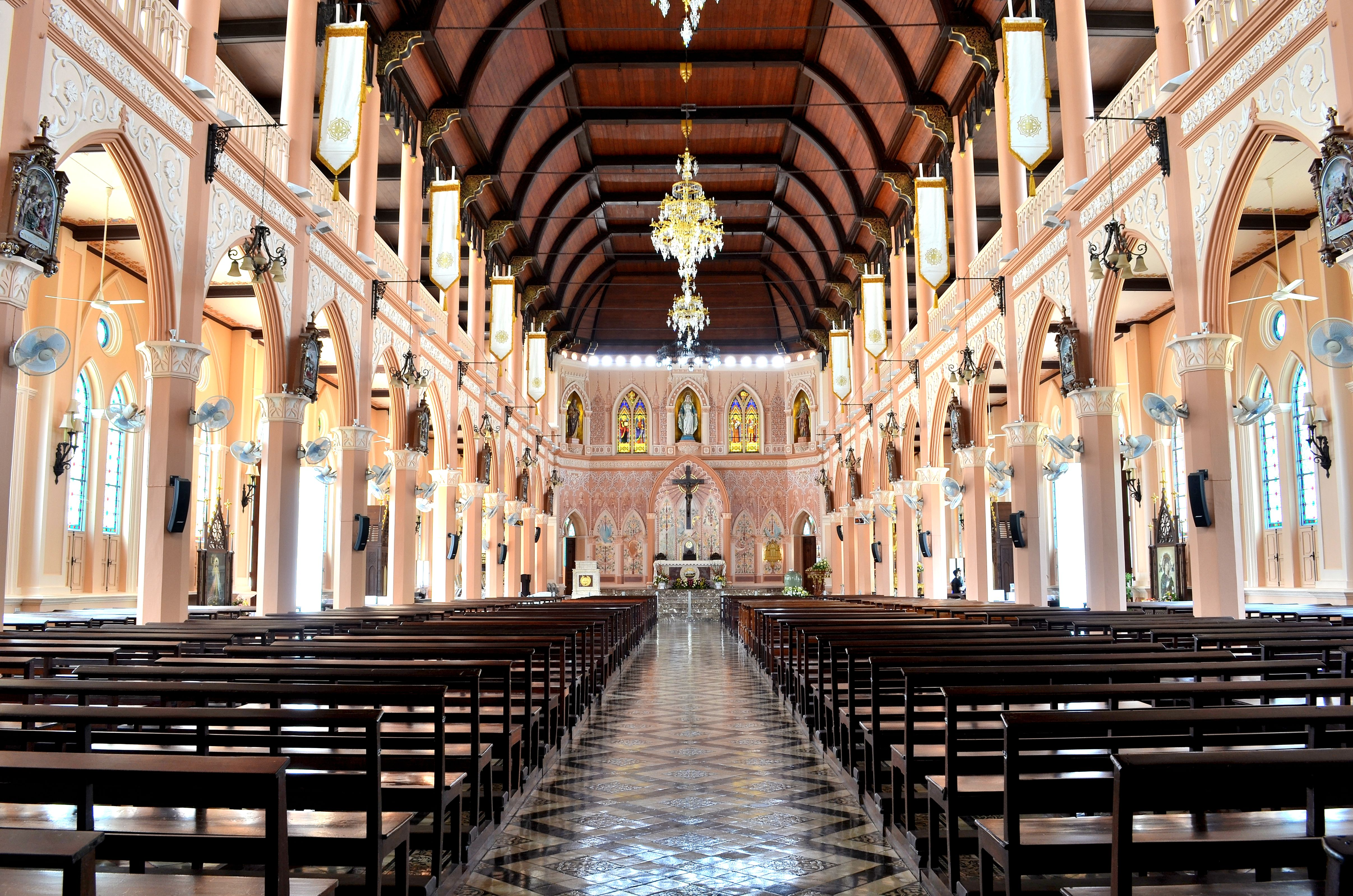
Phía trong nhà thờ chính tòa Chanthaburi, do cộng đồng giáo dân người Việt dựng nên. Đây cũng là ngôi nhà thờ lớn nhất Thái Lan

Chanthaburi (tiếng Thái: จันทบุรี, phát âm [tɕān.tʰá(ʔ).bū.rīː]) là một tỉnh miền Trung của Thái Lan. Tỉnh này giáp biên giới với các tỉnh Battambang và Pailin của Campuchia bên bờ vịnh Thái Lan. Tỉnh này giáp các tỉnh (từ phía Bắc theo chiều kim đồng hồ) sau: Trat ở phía đông và Rayong, Chonburi, Chachoengsao và Sa Kaeo.
Sử người Việt gọi vùng đất này là Chân Bôn.

## Các đơn vị hành chính
Tỉnh này được chia thành 10 huyện (Amphoe). Các huyện này lại được chia ra thành 76 phó huyện (tambon) và 690 làng (muban).
| 1. Mueang Chanthaburi 2. Khlung 3. Tha Mai 4. Pong Nam Ron 5. Makham | 1. Laem Sing 2. Soi Dao 3. Kaeng Hang Maeo 4. Na Yai Am 5. Khao Khitchakut |

## Lịch sử
Chanthaburi là nơi một cộng đồng người Việt theo Công giáo tới lánh nạn và định cư vì chính sách cấm đạo tại Đàng Trong thời Trịnh-Nguyễn phân tranh. Sự kiện đó là nền móng cho cộng đoàn Công giáo đầu tiên tại đây. Năm 2009 đánh dấu 300 năm lịch sử và 150 năm dựng nhà thờ chính tòa ở tỉnh lỵ.
Số liệu của Pháp ghi nhận là tính đến năm 1887 có 1200 người Việt ở Chân Bôn. Đến năm 1916 thì đạt 3000 người.